# Immanuel Weissglas
Immanuel Weissglas (ortografiat și  Weißglas) (n. 14 martie 1920, Cernăuți – d. 28 mai 1979, București) a fost un poet și traducător din România, care a semnat traducerile din limba germană cu pseudonimul Ion Iordan.

## Biografie
Este fiul lui Isak Weissglas, un jurist evreu.
În timpul liceului s-a împrietenit cu Paul Celan. După absolvirea liceului, a lucrat ca bibliotecar în orașul natal. Tot aici a început studiul filologiei la Universitate, dar le întrerupe din cauza izbucnirii celui de-al Doilea Război Mondial.
După ce în perioada 1940-1941 stătuse sub ocupație rusească, în vara lui 1941, la intrarea românilor în Bucovina de Nord, el și familia sa au împărtășit soarta coreligionarilor săi evrei, fiind deportați în Transnistria. Din vara anului 1942 până în primăvara anului 1944, el și familia s-au aflat în diferite lagăre din Transnistria (Cariera de Piatră, Obodovca). În timp ce părinții lui Celan au murit în timpul deportării, Immanuel Weissglas a putut să îi ajute pe ai săi la muncile grele, așa că s-au putut întoarce cu toții din lagăr. Se pare că Immanuel Weissglas a scăpat de la deportarea dintr-un lagăr românesc într-unul german doar pentru că ofițerul român a descoperit că evreul îl citește și îl apreciază pe Arghezi.
În 1940, Immanuel Weissglas a publicat o traducere în germană a Luceafărului lui Eminescu, intitulată "Hyperion", în 98 de strofe cu rimă încrucișată dublă 1-3/2-4. Traducerea este interesantă, preponderent descriptivă, în detrimentul exactității și fidelității transpunerii textului. În opinia lui Tudor Arghezi, această traducere este mai bună decât traducerea lui Lucian Blaga.
A venit în 1945 la București, unde s-a angajat ca secretar tehnic și corector la Editura Europolis, iar începând din 1948 a ocupat diferite funcții la ziarul „România liberă". Aici era încadrat ca documentarist. Tăia în fiecare zi articole din ziarele românești, le lipea pe pagini A4 și apoi le îndosaria. Era o muncă extrem de plicticoasă, cu care el se acomodase, ca fel un compromis pe care trebuia să-l facă pentru a fi liber în cealaltă parte a zilei, în care scria. Traducea și articole din germană, engleză și franceză, mai ales după ce ziarul a făcut abonamente la Le Monde, Le Figaro, The Times și The New York Times.
A publicat versuri în Neue Literatur.

## Premii
- Premiul pentru poezie al Uniunii Scriitorilor din România pe anul 1972

## Lucrări proprii
- Gottes Mühlen in Berlin. Gedichte. București, 1947.
- Kariera am Bug. Gedichte. București: Cartea Romaneasca, 1947.
- Der Nobiskrug, Gedichte. București: editura Kriterion, 1972. Aachen: Rimbaud Verlag, 2011. ISBN 978-3-89086-486-0.
- Aschenzeit. Gesammelte Gedichte, editor și prefață: Theo Buck, editura Rimbaud, 1994. ISBN : 978-3-89086-923-0

## Traduceri
- Mihai Eminescu, Hyperion, București, 1940;
- Johann Wolfgang von Goethe, Faust, I-II, București, 1957-1958;
- Franz Grillparzer, Grani, București, 1964;
- Lion Feuchtwanger, Succesul. Trei ani din istoria unei provincii, prefață de Ion Dodu Bălan, București, 1964;
- Paul Schuster, Văpaia de februarie, București, 1966;
- Adalbert Stifter, Vechea pecete, prefață de Nicolae Balotă, București, 1970;
- Vasile Alecsandri, Fürst Despot, București, 1973;
- Die letzten ersonnenen Sonette Shakespeares in der erdachten Übersetzung V. Voiculescu - Ultimele sonete închipuite ale lui Shakespeare în traducere imaginară de Vasile Voiculescu, ediție bilingvă, prefață de Zoe Dumitrescu-Bușulenga, București, 1974;
- Eine Welt wird geboren. Auswahl rumänischer Gegenwartsdichtung, București, 1974 (în colaborare).
- Mihai Eminescu, Gedichte, București, 1975 (în colaborare)